# سنداي (مغنية)
جين بو-را، المعروفة مهنيا بإسم سنداي (بالكورية: 진보라)‏ هي مغنية وممثلة موسيقية كورية جنوبية، ولدت يوم 12 يناير 1987 في سول في كوريا الجنوبية.

## روابط خارجية
- Sunday على موقع ميوزك برينز (الإنجليزية)